# Jardim Refúgio
Jardim Refúgio é um bairro na zona sul do município de Sorocaba, interior de São Paulo. Fica próximo ao bairro nobre Jardim Europa, além do Guincho 9 de Julho.
A região passa por uma grande expansão do território e pelo avanço urbano que fica próxima à região mais valorizada da cidade - o Parque Campolim - na zona sul. 
Sua principal via de tráfego urbano é a Av. Cap. Bento Mascarenhas Jequitinhonha que fica na região Cerrado e faz ligação com a Av. Américo de Carvalho e com a Av. Washington Luís.